# 鍾嘉欣事業歷程年表
本條目列出鍾嘉欣在2004年出道後的事業歷程年表。

## 2004年至2006年
2004年
- 1月：
  - 奪得2004年《2004年度國際華裔小姐競選》之「國際華裔小姐」冠軍寶座，當選後共獲八萬元現金獎，把該筆獎金大部分捐給加拿大「保護動物協會」。
  - 為大年初一賀年節目「靈猴吉祥賀新歲」與曹敏莉攙扶無綫行政主席邵逸夫爵士（六叔）進場。
- 3月：
  - 下旬獲致電邀請加入無綫電視，簽約成為經理人合約藝員，與高層、劇集監制、《娛樂大搜查》監制、一眾劇集演員會面，為將加入的劇集試造型。
  - 為溫哥華中僑互助會籌款的綜藝節目《四海一心加港情》表演。
- 4月：
  - 正式參與處境喜劇《皆大歡喜》時裝電視劇，飾演洪白嵐一角，與劉愷威配戲，除了演出獲得認同，也初成為「宅男女神」。[1][2][3][4][5][6][7][8][9][10]
- 5月：
  - 出席《盈科保險特約:進軍雅典─公益競步行》。
- 6月：
  - 為鄭中基新歌《只要妳愛我》拍攝MV。[11]
  - 出席《Number1紅星陸運會》。
  - 出席《NUMBER 1 紅星水運會》。
  - 於奧海城出席「運動基地」啟動大典。
- 7月：
  - 為《K-100》錄影專訪。
  - 為護膚品牌宣傳擔任嘉賓。
  - 出席其代言的東芝電器品牌發布會。
- 8月：
  - 為《動感活力樟木頭》擔任嘉賓。
  - 為陳建穎(陳紀匡)拍攝新歌《二號院》MV。
  - 到觀塘一間老人中心探訪活動。
  - 為日本專業護膚品牌Dr.Ci:Labo香港的首間旗艦店開張剪綵擔任嘉賓。
  - 為「BB奧運會」擔任評判。
  - 為化妝品牌 Laura Mercier擔任嘉賓。
- 9月：
  - 為組合double.r拍攝新歌《戀愛預告》MV。
  - 於朗豪酒店演出「羅浮宮非凡魅力婚紗Show」。
- 10月：
  - 出席《無線電視邁進38年台慶巡迴展覽》。
  - 獲委任為「翡翠新力量」成員之一。[12]
  - 為《紫荊吐艷慶歡騰》擔任嘉賓。
  - 為《K-100》面向觀眾環節錄影。
  - 在蘭桂坊拍攝節目巡禮劇集《酒店風雲》片段。
  - 出席《時尚式心情派對》。
  - 出席「PrincessModelOfTheWorld2004HongKong」模特兒比賽。
  - 出席「萬聖節嘩鬼舞林花生騷」。
  - 為《酒店風雲》巡禮片段於蘭桂坊進行拍攝工作。
- 11月：
  - 在柴灣為法國東方瑩肌護膚產品拍攝廣告。
  - 憑《皆大歡喜》首次獲提名角逐2004年萬千星輝頒獎典禮「本年度我最喜愛的飛躍進步女藝員」及「本年度我最喜愛的女主角」。[13]
  - 出席《香港步步創高峰-勇闖大佛》、《2005無綫節目巡禮:無線節目力量更強》。
- 12月：
  - 出席《歡樂滿東華之認識中醫慈善健步行》及《粵港澳安全智識競賽》。
  - 為《K-100》面向觀眾環節錄影。
  - 為《平安至Yeah夜》直播擔任嘉賓。

2005年
- 1月：
  - 為《慈善星輝仁濟夜》之「雙面伊人鴛鴦舞」環節擔任嘉賓。
  - 為《2005年度國際華裔小姐競選》擔任嘉賓。
  - 拍攝《MaBelle鑽飾特約：鑽出有情人》。
  - 出席香港公益金「港島、九龍區百萬行」。
  - 出席謝瑞麟油麻地新店開幕活動，獲頒「新寵兒」獎。
  - 出席《大長今》宣傳活動。
- 2月：
  - 在《法證先鋒》裏的林汀汀獲雜誌選為「最理想的螢幕情人」。[14][15]
  - 與吳卓羲以婚紗代言人身份出席屯門黃金海岸的《新天地新店開幕》為婚紗公司「新天地」的新店剪綵。
  - 為《金雞報喜迎新春》、《金雞醒晨賀新歲》、《金雞唱好慶豐年》直播擔任嘉賓。
  - 於《金雞唱好慶豐年》首次獨唱獲讚歌喉不俗。[16]
  - 於奧海城出席商場賀年活動「信和仙樂飄揚聖誕大抽獎」。
  - 拍攝《貝沙灣特約：追求生活至愛》。
  - 為法國化妝品牌 Clarins擔任最新In theMood forLove彩妝系列拍攝廣告。
- 3月：
  - 為吳卓羲新歌《別怪她》拍攝MV。
  - 為馬拉松運動用品廣告女性便裝拍攝廣告。
- 4月：
  - 拍攝《修身堂飲出健康新一派廣告雜誌》及《修身堂特約：秀出美麗人生2005》。
  - 為游泳用品牌子Arena在apm廣場內擔任泳裝模特兒。
  - 出席無綫《每月星辰》活動。
  - 鞋履品牌Aerosoles於APM開設的專門店開幕擔任模特兒。
  - 演出單元劇《奇幻潮》之踢石。
- 5月：
  - 出席《音樂潮拜：女兒紅音樂會》。
  - 出席「SpeedoNowSwim動力Show」。
  - 為於香港金融中心商場內的高級日本壽司食店剪綵儀式擔任嘉賓。
- 6月：
  - 出席《冠軍人馬冠軍Show》記者會。
  - 為傢俬品牌拍攝床褥廣告。
  - 接受新城《聯fan 所》訪問。
- 7月：
  - 日本護膚品牌Yumei邀請做代言人。
  - 一年內接拍了七個廣告，獲封廣告小天后。[17][18]
- 9月：
  - 出席《迪士尼樂園開幕慶祝晚會》。
  - 出席「 apm追擊八月十五」活動。
- 10月：
  - 拍攝日本護膚品 Yumei廣告。
  - 出席由其代言的東芝液晶體電視電器產品的發佈會。
- 11月：
  - 為《萬千星輝賀台慶》表演「年年有"魚"意吉祥」。
  - 出席「迪士尼甜夢睡衣騷」。
  - 出席《2006無綫節目巡禮:人氣節目2006》。[19]
  - 拍攝無綫月曆。
  - 參演的《隨時候命》播出，首次拍攝正式劇集獲得好評。[20][21][22]
- 12月：
  - 為服裝品牌「MANGO」演繹2005冬季系列擔任模特兒。
  - 拍攝《DTC Forevermark歡欣聖誕美鑽情》。
  - 為《娛樂直播》擔任嘉賓。
  - 為YUMEI護膚品牌拍攝新一輯聖誕廣告。

2006年
- 1月：
  - 出席新春賀年活動。
  - 為無綫拍賀年照。
  - 出席香港迪士尼內的劇場舉行《魔幻王國：獅子‧女巫‧魔衣櫥》數碼版首映禮。
- 2月：
  - 為「電單車維修中心」 任剪綵嘉賓。
- 3月：
  - 為《娛樂直播》擔任嘉賓。
  - 於尖沙嘴出席「vim型人──極速瘋狂購物大行動」。
  - 首度在正式劇集擔演第一女主角的《人生馬戲團》播映。
- 4月：
  - 出席煤氣公司的「Cooking For Fun兒童英語學習坊」活動。
- 5月：
  - 演唱第一首歌曲《發誓》，收錄在《金牌女兒红》，是她首次主演的《搜神傳》的片尾曲。
  - 接受港台訪問。
  - 為《Timberland春季帆船大賽2006》主持鳴放禮炮儀式擔任揭幕嘉賓。
- 6月：
  - 為《360度音樂無邊》、《型人型樂館》、《15/16》擔任嘉賓。
  - 於寶琳百佳超級市場出席「世界Cup獎賞」活動。
  - 出席父親節《爸爸有禮大拍賣》活動。
  - 在灣仔為「安莉芳仲夏魅力之夜」擔任模特兒。
  - 擔演第二女主角的《法證先鋒》播出，收視高收，角色深入民心。
- 7月：
  - 為《15/16星級版》擔任嘉賓。
  - 出席「玩具樂童心」慈善捐贈活動。
  - 出席威士忌品牌Johnnie Walker在銅鑼灣酒吧舉行的活動。
- 8月：
  - 拍攝日本護膚品YUMEI廣告。
- 10月：
  - 拍攝無綫月曆。
- 11月：
  - 憑著《隨時候命》、《人生馬戲團》和《法證先鋒》裡的角色，在2006年萬千星輝頒獎典禮奪得「飛躍進步女藝員」。
  - 迅速成為無綫電視的「當家花旦」之一。
  - 出席《2007無綫節目巡禮:無線人氣節目2007》。[23]
  - 為大型運動用品連鎖店馬拉松運動服裝拍攝廣告。
- 12月：
  - 出席《奧海城全城狂歡邁向2007》。

## 2007年至2008年
2007年
- 1月：
  - 出席「美女冰雕工房」活動。
  - 為《問題娛樂圈》、《更上一層樓》擔任嘉賓。
- 2月：
  - 成功開拓電影市場，參與了第一部電影《十分愛》，飾演晴晴一角，備受各界好評，獲提名第27屆香港電影金像獎「最佳新演員」獎。[24][25][26]
  - 出席《STARHUB TVB ROADSHOW 2007》、《金豬獻瑞慶新春》直播。
  - 第二次主唱主演的賀歲劇《迎妻接福》主題曲，《心心相印》。
  - 赴澳門出席銀河娛樂集團星際酒店及娛樂場的《新年狂賞推廣活動》。
  - 為《打吡體育快訊》擔任主持。
  - 為《娛樂直播》錄影專訪。
  - 為《都市閒情》擔任嘉賓。
  - 接受新城電台訪問。
- 3月：
  - 出席活動「願望成真基金」籌款，即時捐出千元善款。
  - 獲委任為「願望成真大使」。
  - 為時裝品牌KOOKAI07春夏時裝騷擔任模特兒。
  - 出席無綫「盛世奧運睇無綫」升旗儀式。
  - 於將軍澳新都城中心出席《PS3慈善打機》Playstation3活動電子遊戲機慈善活動。
- 4月：
  - 憑著《溏心風暴》裡的常在心人氣急升，競逐2007年萬千星輝頒獎典禮「最佳女主角」，首次入圍「我最喜愛的電視女角色」最後五強，並奪得「我的至愛角色」獎。[27][28][29][30][31][32][33][34][35][36][37][38]
  - 在《溏心風暴》因與林峯配戲大受歡迎，成為螢幕情侶，憑此劇榮獲「我的至愛情侶檔」。[39][40]
  - 她在《溏心風暴》的戲份兩度成為該劇最高收視。[41][42]
  - 為《勁歌金曲-溏心風暴之夜》擔任嘉賓。
  - 與林峯合唱《溏心風暴》片尾曲《心領》。
  - 於荃灣悅來坊商場出席活動。
  - 被指與吳尊的樣貌相似。[43]
- 5月：
  - 為《勁歌金曲-溏心風暴之夜》擔任嘉賓。
  - 為《星級廚房》擔任嘉賓。
  - 為《奧運玩得叻》擔任嘉賓。
- 6月：
  - 出席德國時裝品牌Luisa Cerano在港首間專門店剪綵活動。
  - 出席《東張西望 - 溏心之夜》及《東張西望 - 溏心夜宴》。
  - 為林峯簽約英皇娛樂儀式「引發樂壇新"峯"暴」擔任嘉賓。
  - 報章轉載一項名為「大家認為邊個香港女星美腿最誘人」為題發起選舉，網民在眾多本港女星中投票選出心目中的美腿No.1，結果陳慧琳居第一位，鍾嘉欣以些微票數僅次於傅穎及陳法拉。[44]
  - 為家居用品店《新舍意》擔任開幕嘉賓。
  - 法國品牌Chevignon創辦人Guy Azoulay特別推出名為「50ans Denim」的牛仔褲宣傳。
- 7月：
  - 為《星級廚房》擔任嘉賓。
  - 報章轉載一項名為「大家認為邊個女星冇整容或僭建」的投票選舉，鍾嘉欣以一枝獨秀姿態穩站第一位，多數網友讚她甜美清純，加上形象健康，不像有後天加工的成份。[45]
- 8月：
  - 為《關菊英溏心演唱會》擔任嘉賓。
  - 根據報章轉載一項於網上投票「誰是香港新玉女掌門人」的選舉中，鍾嘉欣排行第二位。[46]
  - 出席《兒歌金曲頒獎典禮2007》，憑《動物橫町》得兒歌金曲獎。
  - 報章轉載網友投票選出最有好感及最反感的花旦，鍾嘉欣僅次於楊怡及唐寧得最好感花旦三甲。[47]
  - 有報章進行了一次民意調查，並成功在街頭訪問了50名市民，查詢他們對影、視、模特兒界的接班人選，結果有64%被訪者表示支持鍾嘉欣接班成為新進電視圈一姐。[48]
  - 為日本護膚品YUMEI拍攝廣告，連續三年為代言人。
- 9月：
  - 為城中名攝影師葉青霖推出紀念他入行三十年的攝影集擔任義務模特兒，以「把握當下」為主題。[49]

  - 為Stayfree女性用品拍攝廣告。
- 10月，
  - 以23歲之齡獲市民捧為「最年輕上位女藝人」。
  - 出席由《壹週刊》舉辦的頒獎禮，獲選為「健康之星」。
  - 到澳門登台。
  - 出席女士用品「S t a y f r e e 」宣傳活動。`
- 11月：
  - 出席《2008無綫節目巡禮:無線盛世節目2008》。
  - 報章轉載網民心目中「我最喜愛的女角色」，鍾嘉欣僅次於黎姿及佘詩曼。[50]
- 12月：
  - 為《你想成真廿載情》擔任嘉賓。
  - 為服裝品牌Top Secret Sports分店擔任開幕嘉賓。
  - 出席「百悅名表」活動。

2008年
- 1月：
  - 為諾美亭瘦身廣告拍攝廣告。
- 2月：
  - 出席《TVB星光涯聚大派對》 表演「五福臨門對對唱」。
  - 出席《TVB慈善晚會-雪中送暖》。
  - 為《城市電視》擔任嘉賓。
  - 為日本品牌YUMÉI拍攝廣告。
- 3月：
  - 在《花花型警》首次擔正第一女主角。[51]
  - 在《十分愛》電影姊妹作《我的最愛》客串一幕，演出也受好評。[52]
  - 為美國雅培製藥的減肥藥擔任亞太區代言人，共拍兩輯廣告。
  - 出席香港電影導演會春茗。
- 4月：
  - 主演的《金石良緣》飾演壞女孩施嘉嘉，為該劇帶來良好口碑。[53][54][55][56][57][58][59]
  - 與馬浚偉合唱《金石良緣》主題曲《小故事》。
  - 於九龍灣出席「精彩北京盛事MegaBox新裝動力迎奧運」活動擔任模特兒。
  - 為諾美亭瘦身廣告拍攝新一輯廣告。
  - 出席香港電影金像獎。
  - 出席無線的「每月星辰」生日會。
- 5月：
  - 客串的《法證先鋒II》播映，其角色林汀汀意外被炸死令無綫方面曾受批評。
    - [網友論《法證II》唔想汀汀早死]，2008年6月6日，星島日報

  - 為《香港全民迎聖火》擔任嘉賓。
  - 無綫將藝員的Demo傳遞至各唱片公司，其一直被指唱功不俗，最後加盟星娛樂。[60][61][62][63]
  - 為代言的護膚品牌拍攝廣告。
- 7月：
  - 第一主打歌曲《二人世界》正式派台。
  - 參演的《溏心風暴之家好月圓》飾演的于素心再與林峯與黃宗澤配戲，該劇是全年收視冠軍，最高50點收視亦歸功於她與米雪轉讓股份的一幕戲中。惟她曾嫌哭戲過多及沒有需要，與導演商量能否刪去部分。[64][65][66][67][68][69][70][71]
  - 與廖碧兒、林峯和蕭正楠獲選為「奧運之星」宣傳北京奥運。[72]
  - 出席「18Eighty opening ceremony」、《同一情懷中國加油-慶祝香港特別行政區成立十一周年大會》。
  - 首次演出《勁歌金曲》。
  - 到馬來西亞為一間時裝店主持開幕儀式時，為該店的「慈善社區計劃」慷慨解囊，二話不說便捐出一萬元馬幣（約三萬元港幣）支持慈善活動。
  - 參與《暖流送成都慈善演唱會》，為成都災民出心出力。
  - 為維特健靈「中藥補腦補情緒」拍攝廣告。
  - 出席「2008 北京奧運會攜手同心迎奧運」活動。
  - 與鄭嘉穎出席「諾美亭『誘腰求』模特兒大賽」活動。
- 8月：
  - 數年前拍攝的《搜神傳》播映。[73]
  - 她透過電台節目《有誰共鳴》點選了一首由Michael Buble主唱的《Home》給各位善心人士，鼓勵患病既小朋友，並表示希望他們會樂觀去面對所有將來的困難，因此呼籲公眾一同捐出五元以支持《Make a Wish (願望成真基金)》。
  - 第二主打歌曲《其實我不快樂》派台。
  - 出席《飛越驕陽夏日情 - 多倫多錦繡中華》、《迪士尼08奧運為中國加油》擔任嘉賓。
  - 推出其首張個人處女大碟《1人晚餐。2人世界》。
  - 發行三個月便獲得「金唱片」15,000張的銷量，獲得「最暢銷本地女新人」之名。
  - 於迪士尼出席「米奇見證夢想一刻」。
  - 為歌曲《二人世界》拍攝MV。
  - 第二主打歌曲《其實我不快樂》亦在網上熱播，首張唱片受到歡迎。
  - 為《有誰共鳴》擔任嘉賓主持。
  - 接受新城電台訪問。
  - 為《都市閒情》、《娛樂直播》、《兒歌金曲頒獎典禮2008》擔任嘉賓。
  - 在觀塘APM舉行《 一人晚餐．二人世界》簽唱會。
  - 出席「2008兒歌金曲頒獎禮」，憑《彩雲國物語》得兒歌金曲金獎。
- 9月：
  - 在粉嶺中心舉行《一人晚餐．二人世界》簽唱會。
  - 為《范後感》擔任嘉賓。
  - 出席《家好月圓慶團圓》。
  - 於唱片舖為《一人晚餐．二人世界》宣傳。
  - 出席商業電台訪問。
- 10月：
  - 推出第二版《1人晚餐。2人世界》。
  - 有報章日前為熒幕情侶進行一次民意調查，並成功在街頭訪問了50名市民，查詢他們對這3對熒幕情侶的意見。結果顯示，被訪者會採用「俊男美女」來形容陳豪與廖碧兒；黃宗澤與胡杏兒是「鬥氣冤家」；至於林峯與鍾嘉欣則是「金童玉女」。[74]
- 11月：
  - 應鴻星集團、禁毒義工團和香港保安禁毒處邀請擔任「禁毒大使」，昨日出席「鴻圖之星巧製點心友出路」活動。
  - 報章轉載網民的「無記——女演員大鬥決」選舉，鍾嘉欣僅次楊怡及佘詩曼。
    - [好戲正氣又唔姣楊怡榮登「網上視后」]，2008年11月7日，星島日報

  - 第三主打歌曲《火柴天堂》派台。
  - 於九龍城廣場出席「乒乓球大賽暨明星表演賽」。
  - 出席《童心同行愛之夜》記者會。
  - 出席《Yes星光成長18周年音樂會》、《翡翠歌星賀台慶》、《萬千星輝頒獎典禮雌雄牙骹戰》、《2009無綫節目巡禮:無線節目時刻向前2009》、《同心童行愛之夜》。
- 12月：
  - 憑《金石良緣》和《搜神傳》裡的施嘉嘉和薊彩芝與前輩級演員一起競逐2008年萬千星輝頒獎典禮「最佳女主角」和「我最喜愛的電視女角色」最後五強。
  - 在大馬舉行《一人晚餐．二人世界》簽唱會。
  - 出席「光輝歲月流金頌」活動。
  - 舉行《家好月圓Christmas Spectacular Live In Concet 2008》。
  - 舉行《YR 2008 LINDA'S DEBUT ALBUM PROMOTE TOUR》。
  - 為《勁歌金曲》、《歡樂滿東華》擔任嘉賓。
  - 於馬來西亞舉行《一人晚餐， 二人世界》簽唱會。
  - 為法國牛仔褲品牌CHEVIGNON推出聖誕別注系列NOIR COLLECTION宣傳。
  - 在不少香港大型音樂頒獎典禮獲得多個女新人的獎項。

## 2009年至2010年
2009年
- 1月：
  - 參演重頭劇《珠光寶氣》播出，首次在劇集飾演反派角色宋子凌，是其電視事業的轉捩點，在萬千星輝頒獎典禮亦入圍了「最佳女配角」最後五強。[75][76][77][78]
  - 主唱《珠光寶氣》片尾曲《無情有愛》。
  - 為《360度音樂無邊》擔任嘉賓。
  - 出席Megabox「鼓舞飛揚賀新春」的商場揭幕儀式。
  - 到三藩市出席《The Miss Chinatown USA 2009 Pageant》。
  - 舉行《三藩市San Francisco - 鍾嘉欣簽名會》。
  - 出席《發動香港力量》記者會。
  - 出席《華麗翡翠星力量》、《香港力量更強》。
  - 於澳門登台。
  - 為全美華埠小姐競選擔任表演嘉賓。
- 2月：
  - 為《城市電視》專訪錄影。
  - 與韋雄合唱的《戀愛令人心痛》派台，為第一主打歌曲。
  - 有報章進行了一次民意調查，情人節約女伴嘗燭光晚餐，在街頭成功訪問了50名市民選夢中女神，佔32%選了鍾嘉欣做他們的理想情人。[79]
- 3月：
  - 獲三藩市有關部門頒贈「榮譽獎狀」，汪明荃也曾經獲得這個獎項，主要表揚其對社會的貢獻。
  - 為新城知訊台997《情情塔塔》廣播劇錄音。
  - 為《耳分高下》、《勁歌金曲》、《財智達人》擔任嘉賓。
- 4月：
  - 出席《IFPI香港唱片銷量大獎2008》頒獎禮。
- 6月：
  - 出席Bio-Essence 宣傳活動。
- 7月：
  - 出席上環信德中心舉行之「仲夏奇藝之旅」開幕禮。
- 8月：
  - 為《美麗告白》擔任主持。
  - 第二主打歌曲《日夜想你》派台，是其創作作品。
- 9月：
  - 為《翡翠互動嘉年華》擔任嘉賓。
  - 為《霎時感動》擔任主持。
  - 於新城電台接受訪問。
- 10月：
  - 為《White Dragon Rememberance Concert》、《范後感》、《勁歌金曲》、《今日VIP》擔任嘉賓。
  - 出席《TVB 42周年台慶亮燈》。
  - 為《霎時感動》擔任主持。
  - 於深圳出席新加坡品牌Bioessence新品發布會。
- 11月：
  - 推出第二張個人大碟《My Love Story》。
  - 創作歌曲《日夜想你》獲好評。[80]
  - 專輯在發行大約一個月亦獲得「金唱片」的銷量。
  - 出席《翡翠歌星賀台慶2009》、《2010無綫節目巡禮:無線繼續Good Show 2010》。
  - 為《花好月圓雲頂之夜》擔任嘉賓。
  - 第三主打歌曲《明爭暗鬥》派台。
  - 出席金至尊珠寶活動。
  - 接受商台節目錄音訪問。
  - 為無綫節目《My name is 邦》擔任嘉賓。
  - 出席「新城勁爆頒獎禮開催大會」。
- 12月：
  - 主演的《老友狗狗》播出，除了演出獲好評，該劇也成為同年第一季劇集收視之冠及全年劇集收視前五名。[81][82][83][84][85][86]
  - 與馬浚偉再度合唱《老友狗狗》主題曲。
  - 為《歡樂滿東華2009》、《勁歌金曲》、《My Name Is 邦》擔任嘉賓。
  - 舉行《APM x 鍾嘉欣 My Love Story簽唱會》。
  - 於尖沙嘴出席「星娛樂新年派對」。
  - 憑創作歌曲《日夜想你》在數個音樂頒獎典禮中獲頒發獎項。

2010年
- 1月：
  - 參演由曾志偉所領導的賀歲電影《72家租客》，飾演曾志偉與袁詠儀的女兒，第一次飾演一位詠春打女，演技備受好評。[87][88]
  - 為「元旦熊BB爬行大賽」擔任嘉賓。
  - 與鄭融合唱的《愛得起》派台。
  - 出席《SINA Music樂壇民意指數頒獎禮2009》。
  - 為《勁歌金曲》、《今日VIP》擔任嘉賓。
  - 與鄭融為歌曲《愛得起》拍攝MV。
  - 出席MCI商場活動。
  - 於東港城出席《花舞春日花展會》揭幕禮。
  - 於星和無綫電視大獎中，在我最愛TVB女藝人一直為三甲位置，僅次於佘詩曼及楊怡。
- 2月：
  - 推出第二版《My Love Story》。
  - 為《Citywalk鯉躍龍門迎新春》、《勁歌金曲》、《今日VIP》、《72家過新年》擔任嘉賓。
  - 出席《西貢區滅罪抗毒助更生嘉年華》禁毒活動。
  - 出席《Max Factor纖長美感睫毛膏》活動。
- 2月：
  - 在香港賽馬會沙田馬場為「捷成百周年紀念銀瓶」活動任表演嘉賓時，於活動上捐贈其手印作慈善拍賣用途，並表示得到該集團支持，拍賣所得將全數捐贈海地作賑災和災後重建之用。
  - 出席《勁歌金曲》擔任嘉賓。
- 3月：
  - 為《勁歌金曲》擔任嘉賓。
  - 於沙田為一間電腦專門店Lenovo擔任開幕嘉賓。
  - TVB藝員商場騷身價中排行第六，次於佘詩曼、蔡少芬、鄧萃雯、胡杏兒、楊怡。
  - 出席Sony Ericsson VivazTM手機活動。
- 4月：
  - 舉行《我的故事．我的歌 第6集 Mini Concert》。
  - 為《勁歌金曲》擔任嘉賓。
  - 為李詩韻投資的化妝學校擔任開幕嘉賓。
- 5月：
  - 在柴灣出席紙巾品牌「ZENSES」代言人活動記者會。
  - 為馬來西亞代言的眼鏡品牌SHE&CO拍攝廣告。
  - 出席於鑽石山舉行的「小學生牛奶盒設計比賽」。
- 6月：
  - 與馬國明赴新加坡後出席《StarHub Green出席記者招待會》。[89]
  - 出席2010－11保良局兒童安老及康復服務宣傳大使委任儀式。
  - 獲保良局委任為「兒童助養大使」支持及宣傳其「兒童助養計劃」，至今仍然履行。
  - 為《星在金沙6週年》、《今日VIP》擔任嘉賓。
  - 拍攝Zenses廣告。
  - 主演的《蒲松齡》於世界盃期間播映。
  - 到紅磡體育館為基督教團體舉行的《紅黑皇佈道會》擔任嘉賓。
- 7月：
  - 根據報章統計所得的港星網絡人氣指數，鍾嘉欣於Facebook以近23萬Fans僅次於憑電影當紅的余文樂，成為Facebook人氣女王。[90]
  - 出席無線《頂Cup世界盃嘉年華》活動。
- 8月：
  - 參演的《公主嫁到》播映，並入圍2010年萬千星輝頒獎典禮「我最喜爱的電視女角色」最後五強，獲得五強金牌。
- 9月：
  - 為《今日VIP》擔任嘉賓。
  - 於溫哥華卑詩烈治文市中心3號路為Star Face Natural Beauty 自然青春美學中心的全新美容中心開幕手擔任剪綵嘉賓。
  - 由聯合晚報提供無綫演員人氣資料，根據分代理劇集訂貨多寡作為標準，得出無線男女藝人在本地的人氣結果，顯示鍾嘉欣位列第五位。[91]
- 10月：
  - 憑《蒲松龄》裡的柳心如獲得「十大我的最愛電視角色」。憑《蒲松龄》裡的柳心如入圍2010年萬千星輝頒獎典禮「最佳女主角」最後五強，獲得五強金牌，後來因此與鄧萃雯、佘詩曼、楊怡看齊並稱為「四大花旦」。[92]
  - 為《Las vegas龍翔十月演唱會》擔任嘉賓。
  - 出席《TVB 43周年台慶亮燈》。
  - 獲邀於觀塘為摩根投資理財中心擔任開幕嘉賓。
  - 有網站就這難得一遇的「三連十」的結婚潮進行了一項名為「你想的婚禮」網上問卷調查，一共收到超過1,500 個訪問回應，其中最理想的老公及最理想的老婆調查結果顯示，一向以乖乖女形象出現的鍾嘉欣，稍遜劉心悠，居第二位。[93]
  - 於銅鑼灣出席《Wii-NDS動感嘉年華》活動。
- 11月：
  - 主演的《囧探查過界》播出，飾演阿飄鍾意得，播出後獲得一致好評，與王喜配戲也獲大讚火花很大。[94][95][96][97][98][99]
  - 拍攝Bioessence廣告。
  - 為《Neway Music Live2010之Hot Stars Party 音樂會》擔任嘉賓。
  - 於沙田出席新鴻基地產Home Square開幕活動。
  - 在尖沙咀出席HTC Desire Z手機發布會。
  - 為《2010Thanksgiving感恩節峯情再現Come to me演唱會》擔任嘉賓。
  - 出席《2011無綫節目巡禮:TVB敢作敢想 發放快樂力量》。
  - 出席Cartier卡地亞慶典開幕派對。

## 2011年至2013年
2011年
- 1月：
  - 派出本年第一主打改編歌曲《If You Want Me》到電台及電視台，首支四台共同上榜歌曲。歌唱技巧更讓音樂界人仕改觀。[100]
  - 於溫哥華為胞姊婚禮任伴娘。
  - 於新莞不夜天美食城為虎門倒數活動擔任嘉賓。
  - 為《STARHUB ROADSHOW 2011》、《勁歌金曲》擔任嘉賓。
  - 出席港台舉行的「香港暖流－耆妙人生樂悠悠」開展禮。
  - 為CHICLOE拍攝廣告。
- 2月：
  - 為《新春倒數活動》、《勁歌金曲》、《富貴金兔賀新春》、《更上一層樓》擔任嘉賓。
  - 為歌曲《If You Want Me》拍攝MV。
  - 出席樂富商場團拜活動。
- 3月：
  - 拍攝詩琳美容廣告，獲網絡討論區稱為「嘉欣BB」。
  - 發行第三張個人音樂專輯《My Private Selection》，並在同日舉行首賣會。
    - 鍾嘉欣：改變在形象 其他是浮雲 （页面存档备份，存于），2011年4月5日，騰訊音樂

  - 在上海淮海中路大上海時代广场出席CHICLOE斯雅中國第一家品牌專賣店開業典禮的「2011春夏新品發布騷」。
  - 於旺角唱片店Widesight宣傳新碟。
  - 接受查小欣的商業電台訪問。
  - 於新加坡出席Bioessence活動。
  - 接受新城電台、商業電台訪問。
  - 獲捧為新四大花旦。[101][102][103]
- 4月：
  - 於Megabox舉行《My Private Selection》簽唱會，是其出道至今首張新曲加精選。
  - 為《勁歌金曲》、《今日VIP》擔任嘉賓。
  - 第二主打歌曲《得閒找你》派台。
  - 為Bioessence拍攝廣告。
  - 為「爆旋陀螺最爆嘉年華」擔任評判。
  - 為HTCDesire S 手提電話發布會擔任嘉賓模特兒。
  - 主演的《點解阿Sir係阿Sir》播映，飾演故意裝酷的保齡球教練古嘉嵐（Miss Koo／Miss Cool）備受歡迎，「愛的抱抱」及被欺騙感情的崩潰場面獲觀眾群起讚賞其演技，成為大熱「民選視后」，各大報章也罕有地同時熱烈報道此事。[104][105][106][107][108][102][109][110][111][112][113][114][115][116][117][118][119][120][121][122][123]
- 5月：
  - 在銅鑼灣出席Citizen專賣店為開幕活動擔任嘉賓。
  - 舉行《My Private Selection》金河廣場簽唱會。
  - 為《東張西望》Miss Koo專訪擔任嘉賓。
  - 為《勁歌金曲》擔任嘉賓。
  - 於紅磡出席詩琳美容開幕活動。
- 6月：
  - 為《Music Drive》、《巨聲工房》擔任嘉賓。
  - 舉行《my private selection》檳城簽唱會。
  - 出席在「天際100」舉行的「TVB Power天際任飛翔」活動。
- 7月：
  - 為紐約品牌CHICLOE拍攝廣告。
- 8月：
  - 於將軍澳東港城為《第2回爆旋陀螺香港盃》活動擔任嘉賓。`
  - 無線藝人於2008年的身價曝光，其身價為前十位。[124][125]
  - 為MYFM電台偶像劇《你好，謝謝！》廣播劇錄音。
  - 主演的《九江十二坊》播映。[126][127]
  - 與馬浚偉拍攝《當旺爸爸》期間被圍觀者誤為真事被報警處理。
  - 為Zenses紙巾拍攝廣告。
  - 居港七年領取香港永久性居民身分證。[128]
- 9月：
  - 出席香港俊文寶石店酒會。
- 10月：
  - 出席《非凡夢想 邁向45周年》。
  - 拍攝《善心滿載仁愛堂宣傳片》。
  - 出席Oriss Swiss腕錶剪綵活動。
- 11月：
  - 出席「明報周刊43rd 演藝動力大獎2011」頒獎禮，憑《點解阿Sir係阿Sir》提名「最突出電視女演員獎」，獲得由公眾投票選出的「我最支持的演藝動力大獎」，成為單人奪得此獎項最年輕的得主。
  - 從星娛樂轉會，加盟星煥國際為其唱片公司。
  - 出席IFC聖誕節亮燈儀式。
  - 出席嘉湖銀座「芝麻羔‧聖誕夢想之旅啟航慶典」。
  - 與影迷及歌迷舉行Fans Gathering。
  - 在東莞國際會展中心為東莞金域中央5週年演唱會擔任嘉賓。
- 12月：
  - 憑《點解阿Sir係阿Sir》入圍2011年萬千星輝頒獎典禮的「最佳女主角」及「我最喜愛的電視女角色」最後五強，卻失落了「我最喜愛的電視女角色」，令無綫方面大受批評。[129][130][131][132]
  - 出席《小熊維尼聖誕樂園開幕禮》活動。
  - 出席《2012無綫節目巡禮:TVB非凡夢想節目巡禮2012》。
  - 為《2012國際中華小姐美麗殿堂》擔任嘉賓。
  - 於中環為時尚品牌Laurel擔任剪綵嘉賓。
  - 出席TUDOR全新專門店開幕酒會擔任剪綵嘉賓。
  - 於九龍灣為詩琳美容店榮遷開幕酒會擔任剪綵嘉賓。
  - 於荃新天地出席聖誕倒數活動。

2012年
- 1月：
  - 獲香港傳媒封為「嘉欣BB」，為第一代「BB」。
  - 與黎耀祥於大埔超級城出席新鴻基地產旗下「大埔超級城狂歡倒數迎2012」除夕倒數活動。
  - 為李思欣婚禮擔任姊妹團。
  - 主演的《缺宅男女》播出，與謝天華及吳卓羲配戲，演小三和負心女，備受關注及好評。[133][134][135][136][137]
  - 與吳卓羲合唱《缺宅男女》主題曲《傷城記》，合唱版及獨唱版分別派台。
  - 於九龍灣出席詩琳美容25周年晚宴。
  - 出席屯門市廣場「龍王呈祥倒數迎新歲活動」。
  - 對北京大學教授孔慶東日前在內地新聞網節目中指中國人有義務說普通話及直斥港人素質差一事反駁：「我不知道他遇過甚麼香港人，可能他遇到一個不好的人，這不代表全香港的人也不好，每個國籍的人也有好和不好，(是否覺得好侮辱？)我不知點去評論，總之覺得這樣講，對香港人好不公平。」
- 3月：
  - 為滴露Natural沐浴產品拍攝廣告。
  - 出席星煥國際春茗活動。
  - 接受新城節目訪問。
  - 出席「新界祟德社30 周年慶祝晚宴」。
  - 出席劉家豪及梅小青歡送宴。
  - 主演在溫情喜劇《當旺爸爸》與馬浚偉五度配戲，飾演女警高如珠，再顯現喜劇天賦。[138][139][140][141]
  - 接受節目《范後感》訪問。
- 4月：
  - 為《今日VIP》擔任嘉賓。
  - 為詩琳美容拍攝廣告。
- 5月：
  - 於灣仔星級酒店君悅為「集資王」海通證券慶功宴擔任嘉賓。
  - 於灣仔華潤大廈為全國珠寶展「御品華夏之萃」中藝全國珠寶展開幕任模特兒行騷。
  - 主演的《耀舞長安》播映，第二次飾演奸角和舞優。[142][143]
- 6月：
  - 於新加坡最受歡迎10大無綫女藝人當中，為第四位，僅次佘詩曼、胡杏兒及楊怡。
  - 拍攝《CCTV探訪無線電視電視廣播城》。
  - 出席中環集雅廊舉辦的20周年紀念碟產品發布會。
  - 出席東莞長安萬達廣場住宅項目萬達中央公館認籌活動。
  - 為Columbia運動服拍攝宣傳照。
  - 主唱《護花危情》主題曲《最幸福的事》派台。[144]
- 7月：
  - 出席《世界體壇珍藏展》的「歷屆經典獎牌展」開幕禮。
  - 為第23屆中國(深圳)國際鍾錶展的「藝術之旅」主題展館簽約儀式擔任特邀嘉賓。
  - 主演的《護花危情》播映，飾演患有情緒病的喬子琳一角，與黃宗澤配戲，成為螢幕情侶，劇集為全年收視之冠。[145][146][147][148][149][150][151][152][153][154][155][156]
  - 為《體育世界》擔任嘉賓。
  - 預訂酒店網站公布「香港旅客最想與哪位名人合租酒店房間？」調查結果，香港名人方面，鍾嘉欣與吳彥祖雙雙入圍。中台名人方面，則有陳妍希、林志玲、徐熙娣（小S）及黃曉明。而在「最希望擔任酒店服務員」項目，神級影帝周潤發及吳彥祖亦當選。[157]
  - 拍攝台慶趣劇《玩轉三周1/2》朱門新怨。
  - 在銅鑼灣為一所醫學美容店主持開幕儀式。
- 8月：
  - 新專輯第一主打歌曲《預防針》派台。
  - 到新城電台接受訪問。
  - 第一次參與新加坡的《星和無綫電視大獎2012》，連奪三獎成為大贏家。憑《點解阿Sir係阿Sir》與陳豪一併奪得「我最愛TVB熒幕情侶」，再憑《缺宅男女》的關嘉樂獲得「我最愛TVB電視女角色」，及後獲頒發「最佳笑容獎」。
  - 為《勁歌金曲》擔任嘉賓。
  - 為「新城21聲光綻放音樂會」擔任表演嘉賓。
- 9月：
  - 到《CUTV –「叱吒樂壇」》宣傳新歌。
  - 到銅鑼灣為名錶店開幕剪綵。`
  - 接受商台《1圈圈》訪問。
  - 接受新城電台訪問。
  - 出席第2場的《Light and Shadow鄭伊健演唱會》。
  - 出席「健康第壹大獎2012」頒獎典禮，獲選為「十大健康之星」。
- 10月：
  - 新專輯第二主打歌曲《你是我的一半》派台。
  - 與吳尊出席時裝品牌Marc by Marc Jacobs銅鑼灣時代廣場新店開幕活動。
  - 出席星煥國際記者會。
  - 出席「油尖旺賀63周年國慶文藝晚會」。
  - 為《勁歌金曲》、《善心滿載仁愛堂》、《環遊世界明星賽》擔任嘉賓。
  - 出席新城電台「世界心臟日」活動。
  - 拍攝無綫月曆。
  - 成為討論區認可女神之一。[158]
  - 出席香港貿發局「香港．設計廊」穗推港品牌開幕儀式。
  - 為《一圈圈》節目訪問錄音。
  - 拍攝《你是我的一半》MV。
  - 拍攝詩琳美容廣告。
- 11月：
  - 推出轉會後的第一張唱片《Love Love Love》。唱片於推出三日即登上「HMV銷量榜」第九位，後來更登上「第一位」，在「香港唱片商會銷量榜」更連續五星期上榜，其中兩星期獲得第二位，也陸續登上其他唱片銷量榜，獲得「白金唱片」銷量的佳績。[159]
  - 出席「最強人氣品牌大獎頒獎禮」，奪得「最強人氣廣告天后」。
  - 為著名鞋履品牌Am’e Group Limited擔任創作總監及形象大使，參與設計有關產品。
  - 倉底劇《我外母唔係人》播映，飾演單純的仙女。
  - 為《今日VIP》、《環遊世界明星賽》、《勁歌金曲》擔任嘉賓。
  - 於觀塘APM商場為專輯《Love Love Love》舉行簽唱會。
  - 出席《2013無綫節目巡禮:TVB凝聚力量節目巡禮2013》。
  - 出席Sharp手機發布會。
  - 出席香港青年協會大廈舉行微電影《愛‧ 無滋》首映暨「2012年世界愛滋病日活動開展禮」
- 12月：
  - 推出以最幸福為題的第二版《Love Love Love》，重新登上唱片銷量榜，兩張唱片最後衝破白金銷量。
  - 於馬鞍山出席新港城中心商場聖誕活動。
  - 於柴灣舉行第三場新碟《lovelovelove》簽唱會。
  - 獲IFPI頒發「最暢銷的本地唱片」。
  - 出席新都城中心一期商場的聖誕佈置揭幕禮。
  - 主演的溫情劇《幸福摩天輪》播映。[160][161]
  - 主唱《幸福摩天輪》的主題曲《幸福歌》派台。
  - 為《勁歌金曲》擔任嘉賓。
  - 在《2012年萬千星輝頒獎典禮》憑《護花危情》飾演喬子琳獲入圍競逐「最佳女主角」最後五強，角色受到歡迎的她未獲提名「我最喜愛的電視女角色」，提名名單屢被指不公，有關方面接獲逾六十宗投訴。[162][163][164][165][166][167][168][169]
  - 於如心廣場出席聖誕倒數活動。
  - 接受Amé邀請，首次加入鞋履品牌的創意總監團隊，擔任創意總監兼形象大使，為購物網兼概念店主持開幕。
  - 在《新城勁爆頒獎禮》奪得「新城勁爆女歌手」，為其首個女歌手獎。

2013年
- 1月：
  - 歌曲《你是我的一半》成功登上香港電台、新城電台及TVB勁歌金榜的冠軍位置，成為其第一首三台冠軍的作品。
  - 被封TVB首席情傷女，每每在結局都搭飛機。[170]
  - 辭演《為食奴》。[171][172]
  - 在新城勁爆頒獎禮中，除了憑《預防針》獲得「新城勁爆新媒體歌曲」，也首次獲得「新城勁爆女歌手」獎項。
  - 拍攝《MOOV 音樂導賞團》。
  - 為《勁歌金曲》、《TVB新春黃金慶典》 韓國篇擔任嘉賓。
  - 於天水圍「嘉湖銀座」商場出席長江實業旗下商場呈獻「靈蛇獻瑞賀呈祥」歡度新歲揭幕儀式。
  - 主唱《護花危情》主題曲《最幸福的事》由黃宗澤獨白的劇場版派台。
- 2月：
  - 拍攝詩琳美容新廣告。
  - 為《Love Love Love》舉行簽唱會。
  - 出席「詩琳美容26周年‧華麗盛會」。
  - 與星煥國際歌手合唱賀年歌曲《喜氣洋洋》派台。
  - 到韓國首爾錄影節目《TVB新春黃金慶典》。
- 3月：
  - 首次登上「第二十三屆壹電視大獎」的「十大電視藝人」的第一位，也是連續六年入圍該獎項十大。
  - 為《音樂工房》擔任嘉賓。
  - 於灣仔出席港台職業安全活動。
  - 於馬來西亞為美容護膚品作推介嘉賓。
- 4月：
  - 為《勁歌金曲》、《決戰一分鐘》擔任嘉賓。
  - 於vodafone Event Center為多元文化節演出。
  - 於奧克蘭市中心與安德尊和陳智燊舉行簽名會。
  - 赴關島拍攝慈善寫真集。
  - 為《弘愛．納福─中國全國珠寶展》擔任剪綵嘉賓及珠寶模特兒。
  - 到新加城出席《紅星大獎2013》頒獎禮。
  - 與黃秋生為《舞台劇獎頒獎禮2013》擔任頒獎嘉賓。
  - 到青衣出席「職安傳愛25年郵票設計」活動，即場獲委任為大使。
  - 到新西蘭為華人新秀歌唱比賽擔任嘉賓。
- 5月：
  - 為《決戰一分鐘》、《May姐有請》第二輯擔任嘉賓。
  - 與馬國明、陳展鵬、郭羨妮於溫哥華出席《金鑽星光大匯演2013》。
  - 出席游泳產品Speedo活動。
  - 與黎諾懿出席鄭伊健演唱會。
  - 參與綜藝節目《玩嘢王》，演出的一幕「反間計」，從被倉鼠嚇倒，到誤傷魔術師及李思捷，表現出色，獲網民熱烈討論和傳媒大肆報道，被捧為「民間視后」。[173][174][175][176][177][178][179][180][181][182][183][184][185][186][187][188][189][190]
  - 出席節目《玩嘢王》祝捷會。
- 6月：
  - 於迪士尼主題樂園拍攝無綫暑假節目《Amazing Summer 2013》外景。
  - 為護膚品牌拍攝新廣告。
  - 在「越南DienAnh.Net Movie Awards 2013」連續第二年奪得「最受歡迎女演員」。[191]
  - 出席愉景新城 Mr. Weather 全球狂熱盛會。
- 7月：
  - 出席「The ONE x MOOMIN 盛夏行樂列車」揭幕禮。
  - 為《今日VIP》擔任嘉賓。
  - 於梨木樹商場出席洋洋夏親子活動。
  - 於商業電台及新城電台接受訪問。
  - 新專輯第三主打歌曲《Love Love Love》派台。
  - 於香港書展推出《幸．福》慈善寫真集，於關島拍攝，舉行簽名會。為首個出寫真集的近代花旦。[192][193]
- 8月：
  - 為電影《超級巨猩》配音。
  - 為《星夢傳奇》第八集錄影訪問。
  - 為新開業《大食代》擔任剪綵嘉賓。
  - 舉行首個小型演唱會《鍾嘉欣Love Love Love演唱會2013》，於九龍灣國際展貿中心開鑼，邀得好友衛蘭、天后級歌手陳慧琳和樂壇新秀謝文欣擔任嘉賓。[194]
- 9月：
  - 於新加坡出席Mikimoto Pearls 120周年慶祝酒會及開幕禮。
  - 為無綫電視拍攝月曆。
  - 到澳門拍攝《巨輪》製作特輯。
  - 為《2013年度香港小姐競選》擔任評判。
  - 拍攝《度身訂造旅行團》韓國篇。
- 10月：
  - 與陳展鵬赴澳門出席《巨輪》宣傳活動途中於上環發生車禍。[195]
  - 為胡鴻鈞新碟《化碟》創作歌曲《然後》。
  - 星煥國際行政總裁何哲圖加盟TVB新成立的星夢娛樂集團有限公司，其唱片合約則轉移到該公司。
  - 出席意大利時尚品牌MAX&Co.九龍站上蓋大型購物商場圓方槪念店開幕派對及時裝表演。
  - 出席法拉利及快意汽車30周年慶典。
- 11月：
  - 出騷價上升至小生花旦中前五位，繼續與陳豪並肩分別成為首位的小生花旦。[196]
  - 出席「珠寶匯」商場開幕儀式
  - 為英皇珠寶「Art of Nature」珠寶首飾預展擔任模特兒。
  - 出席「聖誕Baby「賓」FUN樂園」活動。
  - 出席「麥當勞大富翁2013」記者會。
  - 於屯門市廣場出席「尋最完美聖誕」亮燈儀式。
- 12月：
  - 在越南最大的電影論壇的「越南DMA頒獎典禮」連續兩年奪得年度大獎「最受歡迎女演員」。在《TVB 馬來西亞星光薈萃頒獎典禮2013》憑《巨輪》卓靜(Rachel)一角在覆蓋100%全大馬市民投票下勇奪「最喜愛TVB女主角」及「最喜愛TVB電視角色」，成為大馬雙料視后及首位80後的視后，亦是其多年來第一個視后獎項。[197][198][199][200][201][202][203][204][205][206][207]
  - 出席TVB盆菜宴、藝員楊潮凱婚宴。
  - Google公佈今年十大本地女星搜尋排行榜，鍾嘉欣榜上有名。
  - 出席V City X Yes!「Idol年度人氣大典」。
  - 於《新城勁爆頒獎禮》二度奪得「新城勁爆女歌手」獎。
  - 於銅鑼灣時代廣場舉行的除夕倒數活動。

## 2014年至2015年
2014年
- 1月：
  - 赴韓國拍攝主演的TVB金裝賀歲微電影《A Time of Love 愛情來的時候》韓國篇，與延政勳配戲。
  - 出席「詩琳美容27周年晚宴」。
  - 主演的《愛情來的時候 韓國篇》的主題曲《鋼琴哭》派台。
- 2月：
  - 出席東莞東坑鎮東興中路的錦繡東方樓盤舉行開盤儀式及《加昇駿馬迎新歲新春晚會》擔任嘉賓。
  - 香港藝人內地身價曝光，鍾嘉欣以2000萬僅次佘詩曼、楊怡及胡杏兒。
- 3月：
  - 於內地出席Bio-essence凱伊秀新品發佈會。
  - 為新劇《大藥坊》作曲。
  - 出席「MegaBox X 海洋公園親親動物月」揭幕禮。
  - 出席Mega Box x 海洋公園 親親動物月。
  - 26日獲香港科技大學邀請進行一小時的演講，以「鍾嘉欣演藝漫談」為題與學生分享人生的抉擇、轉變、以及實踐理想，是首位獲邀請到大學演講的香港電視女演員。
- 4月：
  - 助好友王喜投資開張的二手店，捐出二手衫作拍賣。
  - 於尖沙咀海運大廈出席渣打銀行（香港）有限公司的信用卡記者會。
  - 計劃拍攝《敦煌之沙漠囧途》，與黃渤、林志穎、聶遠、張娜拉等合演。[208]
- 5月：
  - 銅鑼灣出席ALCATEL手機發布會。
  - 拍攝TVB世界盃主題曲MV。
  - 與黎耀祥、劉松仁、薛家燕、金剛於新加坡聖淘沙名勝世界會議中心羅盤宴會廳演出《媽媽最愛演唱會》。
  - 出席本地時裝設計師Susanna Soo Atelier時裝匯演。
- 6月：
  - 於灣仔君悅酒店出席TVB周刊發佈會。
  - 出席2014勁歌金曲優秀選第一回直播。
- 7月：
  - 於屯門V CITY商場中庭出席「DSE打氣加油Party」。
- 8月：
  - 於美國八大道5408號恆生珠寶金行布碌崙分行5406 8th Ave, Brooklyn NY 11220出席記者會。
  - 於美國康州金城大賭場宴會廳Convention Center And Uncas Ballroom, Mohegan Sun出席《2014 Miss NY Chinese Pageant Final》。
- 9月：
  - 於新都城二期商場L1中庭出席《大藥坊》宣傳活動。
  - 於尖沙咀頂好海鮮酒家出席《大藥坊》宣傳活動。
  - 於尖沙咀區酒店舉行《鍾嘉欣10週年聚會 Linda Chung 10th Anniversary Party》歌迷聚會。
  - 於元朗西菁街26號容鳳書健康中心3字樓博愛醫院中醫教研中心出席《大藥坊》「杏林獻愛心」宣傳活動。
- 10月：
  - 在佛山市南海黃岐宏威路東區商業步行街中心廣場為同福珠寶黃岐店開業剪綵。
  - 在順德區大良105國道(大良古樓旁) 康格斯鳳凰苑參與明星見面會
  - 於馬來西亞QUEENSBAY MALL, PENANG出席《Bio-essence Tanaka White Roadshow》活動。
  - 於馬來西亞AEON IPOH STATION 18, IPOH出席《Bio-essence Tanaka White Roadshow》活動。
  - 於馬來西亞SUNWAY PYRAMID ORANGE COURT, LG 2 ,PETALING JAYA出席《Bio-essence Tanaka White Roadshow》活動。
  - 出席在Marina Bay Sands Expo Level 1, Hall C舉行的紅地毯開幕活動及Marina Bay Sands Grand Theatre舉行的《星和無綫電視大獎2014》。
  - 出席《飛虎II》宣傳活動。
  - 於星影匯一號影院（九龍灣展貿徑一號 九龍灣國際展貿中心 E Max地下）出席《飛虎ll首映禮》。
  - 參與《善心滿載仁愛堂》演出。
  - 於東莞鳳岡鎮官井頭嘉輝路(鄰近東莞龍鳳山莊景區)-鳳岡嘉輝喜悅酒店參與《Bioessence明星見面會》。
  - 參與《創新經典TVB邁向48週年(直播Live)》。
  - 於Paradigm Mall ,Petaling Jaya及Ipoh Parade,Ipoh出席《TVB 馬來西亞星光薈萃頒獎典禮2014造勢活動》。
- 11月：
  - 出席《無綫節目巡禮2015》。
  - 於廣州广百百货北京路店一楼南门广场出席《广百之夜—曼妮芬·摩登榜样》活動。
  - 於東莞匯景．城市山谷前廣場出席《匯景．城市山谷開盤活動》。
  - 於銅鑼灣禮頓中心Esprit出席《Esprit開幕》活動。
  - 於尖沙嘴the one Califronia Fitness(L11)出席《飛虎II》宣傳活動。
  - 出席《萬千星輝賀台慶》[直播live] 。
  - 於尖沙咀麼地道64號九龍香格里拉酒店地庫第一層宴會廳出席《長期服務暨傑出員工榮譽大獎頒獎典禮晚宴》，領取十年服務金牌。
  - 於雲頂雲星劇場 Arena of Stars, Genting Highlands出席《TVB馬來西亞星光薈萃頒獎典禮》。
  - 出席《萬千星輝頒獎典禮2014》公佈各獎項提名名單記者招待會。
- 12月：
  - 於荃灣如心海景酒店出席《第四屆世界江門青年大會晚宴》。
  - 於油塘大本型商場出席《飛虎II》宣傳活動。
  - 於中國成都群光廣場 (成都市錦江區春熙路南段8號)出席《天創時尚品牌活動》。
  - 出席《台慶頒獎禮星光大道》及《萬千星輝頒獎典禮2014[直播live] 》。
  - 於尖沙咀海運大廈展覽大堂出席《EccoX Make A Wish願望成真基金活動》。
  - 於ARENA OF STARS（雲頂雲星劇場）舉行首個海外個人演唱會《鍾嘉欣馬來西亞首個個人演唱會》。
  - 出席《新城勁爆頒獎禮2014》。
  - 於鑽石山荷里活廣場一樓明星廣場出席《除夕倒數2015大派對》。

2015年
- 1月：
  - 於The Ritz Carlton出席晚宴。
  - 於Suntec Singapore Convention & Exhibition Centre Level 6, Hall 601 - 604與其他小生花旦合演《最爱香港影视巨星演唱会 /Hong Kong Superstars in Concert》。
- 2月：
  - 於荃灣CityWalk地下花園廣場出席《CityWalk X TVB新春黃金慶典：喜慶羊羊迎新歲》活動。
- 3月：
  - 於尖沙咀柯士甸道西一號W酒店出席《微博之星2014頒獎禮公佈「微博影響力十大香港獎項」》。
  - 於香港會議展覽中心Hall 1C出席《TVB 2015劇集推介暨海外業務合作記者會》。
  - 於香港會議展覽中心Grand Hall出席晚宴。
  - 於香港科學園白石角海濱長廊出席《聖基道80周年步行籌款》，並獲封為「愛心大使」。
- 4月：
  - 與陳展鵬於紐西蘭奧克蘭SKYCITY Theatre一同為《2015全球華人新秀歌唱大賽紐西蘭區選拔賽》擔任評判及表演嘉賓。
- 5月：
  - 於愉景灣海濱白教堂出席《華麗轉身》宣傳活動。
  - 得好友王祖藍推薦，於內地參演拍攝電視劇《哪吒與楊戩》。
- 7月：
  - 於九龍灣MegaBox L5中庭出席《冰雪小鎮觀光館揭幕禮》。
- 8月：
  - 於新加坡Tampines Mall Level 4 Outdoor area出席Starhub Roadshow活動。
  - 於Citywalk高層地下中庭出席《有夢．有鬥志．一起跨越》活動。
  - 於尖沙咀文化中心觀賞羅家英同汪明荃領銜的粵劇團公演。
- 9月：
  - 於中山市古鎮海洲海興路45號匯海城壹加壹連鎖超級市場出席中山古鎮超市活動。
- 10月：
  - 於馬來西亞出席代言的BIO ESSENCE ROADSHOW活動。
  - 與張衛健於加拿大The Avalon Ballroom Theatre At Niagara Fallsview Casino Resort合演兩場演唱會。
  - 於新加坡出席《星和無綫電視大獎2015》，憑《飛虎II》的鍾韋恩獲得「我最愛TVB電視女角色」。
- 11月：
  - 出席《無綫節目巡禮2016》。
  - 出席《2015勁歌金曲優秀選第二回》，憑《一顆不變的心》獲得歌曲獎。
  - 於馬來西亞出席《馬來西亞星光薈萃頒獎典禮2015》，憑《華麗轉身》的司徒迪迪獲得「最喜愛TVB電視角色」。
  - 出席《萬千星輝賀台慶》。
  - 出席好友胡杏兒於中環舉行的生日訂婚派對。
  - 於鄭州出席「香港時尚購物展」，推廣香港品牌及設計，是鄭州市歷來最大的香港品牌展銷會。
  - 為客串的《巨輪II》出發往沖繩拍攝外景。
  - 於《娛樂3兄弟》專訪中，親述2015年於番禺拍攝《人生馬戲團》外景時遇襲的事件，為這宗多年來的懸案揭露真相，被惡漢追斬後雖逃過一劫，卻出現創傷後遺症。
- 12月：
  - 出席《萬千星輝頒獎典禮2015》。
  - 於《萬千星輝頒獎典禮2015》獲得100%由內地網民票選的「2015內地最受歡迎TVB劇女藝人」獎，成為「內地視后」。
  - 獲雜誌封為「娛圈5大最強仙氣女星」。[209]
  - 憑《華麗轉身》中飾演司徒迪迪的演出，在以100%民意選出的《東網民選TV King Queen》中，以一支獨秀的姿態獲公投為「東網民選TV Queen」及「瀏覽王」。[210][211][212][213][214][215][216][217]
  - 於wtc more世貿中心地下露天廣場出席《香港．Love and Kiss 2016』除夕倒數派對》。
  - 於澳門漁人碼頭廣場出席《漁人碼頭2016除夕倒數派對》。

## 2016年至今
2016年
- 1月：
  - 於新加坡Marina Bay Sands與佘詩曼、韓星Jessica、周柏豪出席Valentino Store Opening開幕活動。
- 2月：
  - 與陳展鵬合演一場由「美亞長發遊樂公司」主辦的I LOVE YOU Valentine's Concert／「與你相約在情人節」演唱會，將於情人節2月14日在聖荷西CITY NATIONAL CIVIC舉行。由於反應熱烈，主辦單位後來於美國拉斯维加斯The Joint加開一場，期間演唱《最幸福的事》、《如風》、《My Destiny》、《别問我是誰》、《Shake it off》、《一颗不變的心》、《明天我要嫁给你了》、《一人有一個夢想》、《花花宇宙》，並與陳展鵬合唱《其實你心里有没有我（合唱）》、《祝福你（合唱）》。
  - 主演之《警犬巴打》被安排於大年初二播出，與黃宗澤第四度合演情侶，效果仍不俗。[218][219]
  - 遭遙傳與緋聞男友伍允龍秘婚，惟雙方否認，未幾，即傳出與圈外男友已秘密註冊結婚，並且已有身孕，屬「雙喜臨門」。[220][221][222]
  - 於2016年2月24日在微博親認與圈外男友Jeremy於2015年秋季被求婚，並於年底已秘密註冊結婚，並將於2016年2月27日補擺喜酒，二人於該年年初由家姐Annie在溫可華介紹下認識。[223][224]
  - 在2013年創作的歌曲《我要結婚了》終於在2016年2月27日結婚當日曝光，並由王祖藍為歌曲填詞，歌名易名為《我結婚了》。[225]
  - 於2月27日終於溫哥華補擺酒，由Amazing Esthers'擔任姊妹團，包括李亞男、岑麗香、苟芸慧、王君馨，而岑麗香亦擔當其伴娘。不少圈中人得知喜訊後，均透過不同渠道表示祝福，包括黃宗澤、陳展鵬、伍允龍、唐詩詠、朱璇、唐文龍、胡鴻鈞、蔡少芬、梁烈唯、廖碧兒、譚詠麟、趙學而、麥長青、郭羨妮、馬蹄露、薛家燕、鄧佩儀、楊思琦、查小欣、周美鳳、黃美棋等。另有不少圈中好友或前輩恭喜之餘，亦紛稱其實一早得知其與圈外男友拍拖或成婚，但一直為其保守秘密，包括李亞男、岑麗香、苟芸慧、王君馨、王祖藍、楊怡、佘詩曼、馬浚偉、胡杏兒、劉松仁、汪明荃、羅家英等，足見其人緣甚好。另外，不少傳媒更親抵溫哥華作直擊報道。[226][227][228][229][230]
  - 至於其準備推出之新唱片，CEO何哲圖表示其實一早已錄製完畢，並已拍攝唱片封套，惟要等一切安頓好後，屆時再決定推出日期。[231]
  - 同時，在2月29日，亦首次親自將《我結婚了》原曲放上網站讓公眾收聽，短短數小時已數十萬人次點擊。[232][233][234]
- 4月：
  - 12日，推出以《星空愛情》為主題的新專輯，推出後旋即登上各大數碼唱片銷量榜，在「零宣傳」下仍然可以連續6星期登上「香港唱片商會銷量榜」。
- 5月：
  - 8日母親節，鍾嘉欣於Instagram及微博宣布懷有身孕，並期待進入人生另一階段。[235][236]
- 8月：
  - 18日，Bioessence在Facebook張貼鍾嘉欣懷孕期間為其宣傳的短片。[237][238][239][240]
  - 27日，鍾嘉欣在Instagram及微博宣佈誕下7磅5安士獅子座女兒，英文名Kelly。
- 9月：
  - 在《巨輪II》僅僅客串1.5集，出奇地大獲好評。[241][242][243][244][245][246][247][248][249][250]
- 11月：
  - 2日，養尊處優一年終於從溫哥華乘早機回港。[251][252][253][254][255]
  - 3日，回港與蔡卓妍、薛凱琪、周柏豪於中環遮打道Emporio Armani店出席Emporio Armani活動，被踢爆短短出席一小時酬勞為20萬元。[256][257][258]
  - 最終僅於香港逗留43小時，即乘夜機返回溫哥華。[259][260][261][262]
  - 27日，再回港於大埔超級城C區美食坊出席熊抱英倫聖誕亮燈禮。[263][264][265][266]
- 12月：
  - 登上「香港2016熱爆關鍵字排行榜」中「香港2016熱爆本地娛樂名人搜尋排行榜」第9位。[267]
  - 17日，於溫哥華為好友岑麗香婚禮擔任姊妹團。[268]

2017年
- 2月：
  - 2日，與胡杏兒出席在銅鑼灣時代廣場舉行的《金龍醒獅賀新歲》。[269]
  - 3日，於加拿大溫哥華Hard Rock Casino出席CNY 2017 VIP Dinner。[270]
  - 17日，於圓方出席美國鑽石品牌Hearts On Fire全新系列發佈會，並展示「Hearts On Fire x Stephen Webster 翺翔天空」。[271][272]
  - 22日，回港加入支持「#Linkemoji愛．FUN．享」創意慈善企劃，並繼李嘉欣及林嘉欣後公開支持拳王曹星如21連勝。
- 3月：
  - 11日，於溫哥華The Westin Bayshore出席中僑星輝夜 Bridge to S.U.C.C.E.S.S. Gala活動。
  - 26日，於銅鑼灣皇室堡地下中庭出席「皇室堡 x Pingu奇妙冰極樂園揭幕禮」活動。[273]
- 4月：
  - 6日，於金鐘出席時裝品牌MOISELLE舉行的替春夏時裝騷。[274][275]
- 5月﹕
  - 26日，於中環8號碼頭香港海事博物館出席illuma發佈會。
- 7月﹕
  - 7日，於灣仔軒尼斯道59號四寶大廈地下出席田原香新店開幕活動。
- 10月﹕
  - 7至8日，於馬來西亞GURNEY PLAZA、AEON IPOH STATION 18、SUNWAY PYRAMID出席BIO ESSENCE ROADSHOW活動。
- 11月﹕
  - 11日，於尖沙咀The ONE商場UG2中庭出席商場聖誕活動。
- 12月﹕
  - 與女兒Kelly為香港迪士尼樂園拍攝廣告特輯。
  - 31日，於大埔超級城C區美食坊出席大埔超級城狂歡倒數迎2018。

2018年
- 1月﹕再度獲傳媒及網民選為歷年民選視后之一。[276][277][278]

- 12月﹕獲新時代電視邀請連同2015年溫哥華華裔小姐冠軍暨2016年國際中華小姐冠軍朱亞琳一同擔任2018年溫哥華華裔小姐競選大會評判，並選出2號佳麗林昀佳成為冠軍。